# Paharełaje (przystanek kolejowy)
Paharełaje (biał. Пагарэлае, ros. Погорелое) – przystanek kolejowy w pobliżu miejscowości Paharełaje, w rejonie osipowickim, w obwodzie mohylewskim, na Białorusi.